# Conflict of Laws (Vereinigte Staaten von Amerika)
Im US-amerikanischen Recht bezeichnet Conflict of Laws oder Private International Law ein Rechtsgebiet, das sich mit den Problemen privatrechtlicher Fälle mit Auslandsberührung beschäftigt. Dabei werden drei Problemkreise unterschieden: Die Gerichtsbarkeit amerikanischer Gerichte, das anzuwendende Recht und die Anerkennung ausländischer Entscheidungen.

## Choice of laws
Wahl der Gesetze Gerichte, die mit einer Rechtswahlfrage konfrontiert sind, haben ein zweistufiges Verfahren:
1. Gerichte wenden das Recht des Forums (lex fori) auf alle Verfahrensfragen (einschließlich der Rechtswahlregeln) an.
2. Das Gericht analysiert die rechtlichen Fragestellungen, die mit den Gesetzen der potenziell relevanten Staaten verbunden sind oder diese verknüpfen, und wendet die Gesetze an, die den größten Zusammenhang haben. Das ist beispielsweise das Gesetz der Staatsangehörigkeit (lex patriae) oder das Gesetz des gewöhnlichen Aufenthalts (lex domicilii). Das Gericht kann auch das Recht des Staates nehmen, in dem sich die Sache befindet (lex situs) oder das Recht des Ortes, an dem eine Transaktion physisch stattfindet, oder des Ereignisses, das zu dem Rechtsstreit geführt hat (lex loci actus).

## Verträge
Viele Verträge und andere Formen rechtsverbindlicher Vereinbarungen enthalten eine Gerichtsbarkeits- oder Schiedsklausel, in der die Wahl des Gerichtsstandes für einen Rechtsstreit festgelegt ist (in der amerikanischen Rechtssprache als forum selection clause oder übersetzt Forumauswahlklausel bezeichnet). In der EU wird dies durch die Rom-I-Verordnung geregelt. Rechtswahlklausel kann festlegen, welche Gesetze das Gericht für jeden Aspekt des Rechtsstreits anwenden soll. Dies entspricht der materiellen Vertragsfreiheit und wird durch das Recht des Staates bestimmt, in dem die Rechtswahlklausel seine Zuständigkeit verleiht.
Die Richter haben akzeptiert, dass der Grundsatz der Parteienautonomie es den Parteien ermöglicht, das für ihre Transaktion am besten geeignete Recht auszuwählen. Diese gerichtliche Annahme subjektiver Absichten schließt die traditionelle Abhängigkeit von objektiven Verbindungsfaktoren aus; schadet auch den Verbrauchern, da Anbieter häufig einseitige Vertragsbedingungen auferlegen, indem sie einen Ort auswählen, der weit vom Haus oder Arbeitsplatz des Käufers entfernt ist. Vertragsklauseln in Bezug auf Verbraucher, Arbeitnehmer und Versicherungsempfänger werden durch zusätzliche Bestimmungen in Rom I geregelt, die die von Verkäufern auferlegten Vertragsbedingungen ändern können.

## Bekannte Fälle
- Microsoft Corp. v. Motorola Inc. 696 F.3d 872 (9th Cir. 2012)